# Bermondsey Abbey

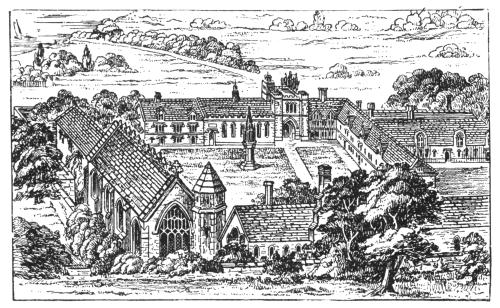
Darstellung der Bermondsey Abbey

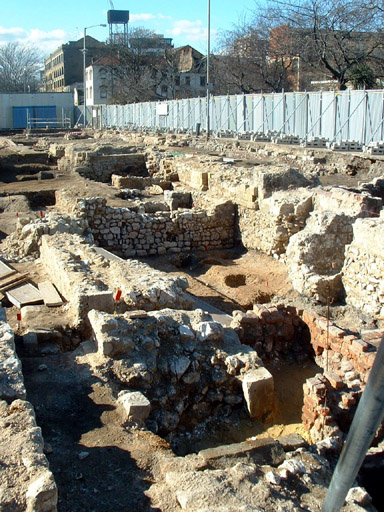
Bermondsey Abbey – archäologische Ausgrabung, Blick von der Tower Bridge Road, 5. März 2006

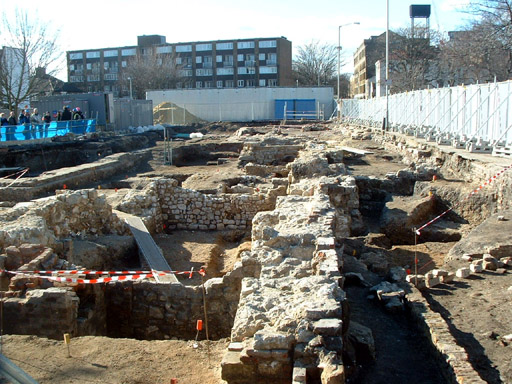
Weitere Ansicht der Ausgrabungen von der Tower Bridge Road

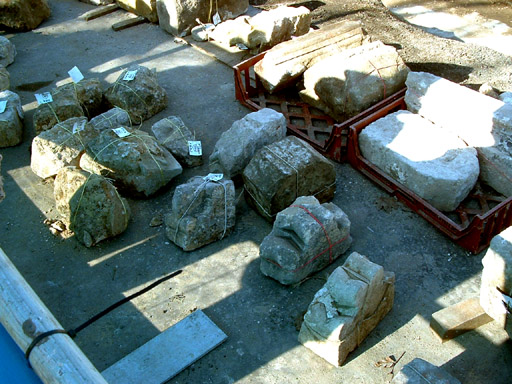
Details der Funde der Ausgrabungen

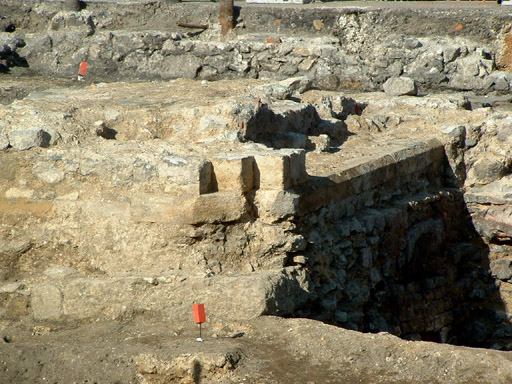
Bermondsey Abbey – Detailansicht der Ausgrabung

Die Bermondsey Abbey war ein englisches Benediktinerkloster. Auch wenn in den meisten Nennungen angegeben wird, dass es im 11. Jahrhundert gegründet wurde, lassen sich die Vorläufer bis ins frühe 8. Jahrhundert zurückführen und lagen im heutigen Bermondsey Square am Bermondsey Market in Bermondsey (London) im London Borough of Southwark im südöstlichen London. Die Abtei wurde im Zuge der Auflösung der englischen Klöster unter Heinrich VIII. 1541 aufgelöst und die Ländereien vom König verkauft.

## Gründung
Ein erstes Kloster hat in Bermondsey bereits 715 n. Chr. existiert. Bermondsey war zu dieser Zeit eine zu Surrey gehörende Außenstelle des bedeutenden Klosters Medeshamstede in Mercia, das heute als Peterborough Cathedral bekannt ist. Ein nur als Kopie überlieferter Brief des Papstes Konstantin (708–715) belegt die Vergabe von Rechten an ein Kloster in Vermundesei. Sehr wahrscheinlich hatte dieses Kloster – vermutlich als Münster für den Weltklerus – bis mindestens zu den Wikingerinvasionen im 9. Jahrhundert bestanden.
Bis 1082 gibt es keine weiteren Erwähnungen einer Kirche in Bermondsey, bis – nach den Annales Monasterii de Bermundeseia – von Alwinus Child mit königlicher Genehmigung ein Kloster gegründet wurde. Üblicherweise wurden solche Klöster oft auf den Fundamenten älterer Kirchen errichtet, so dass diese Kirche wahrscheinlich ein direkter Nachfolger der im 8. Jahrhundert benannten Kirche ist.
Das von Alwinus Child begründete Kloster ist wohl identisch mit der new and handsome church, die im Domesday Book 1086 für Bermondsey verzeichnet ist. Hier findet sich auch die Erläuterung für die „königliche Genehmigung“, da Bermondsey als Besitz von König Wilhelm dem Eroberer sowie zum Teil seines Halbbruders Robert, Graf von Mortain verzeichnet ist. Die königliche Unterstützung für das Kloster setzte sich mit König William Rufus fort, der 1089 oder 1090 Stiftungen an das Kloster machte. Auch von König Henry I. sind in den 1120er und 1130er Jahren Stiftungen an Bermondsey bekannt. Auch die Grafen von Mortain scheinen weitere Verbindung zum Kloster gehalten haben, 1140 wurde Graf William von Mortain hier Mönch. Die einzigen Stiftungen, die von Alwinus Child an das Kloster verzeichnet sind, sind various rents in the city of London.
Das neue Kloster wurde als ausländische cluniazensische Priorei gegründet, bis 1089 – wohl auf Einladung des Erzbischofs Lanfranc von Canterbury – vier Mönche von Notre-Dame de La Charité-sur-Loire eintrafen. Ihre Namen waren Peter, Richard, Osbert und Umbald, Peter wurde der erste Prior. Bis ins späte 14. Jahrhundert blieb die Kirche cluniazensisch. 1380 zahlte Richard Dunton, der erste englische Prior der Abtei, eine Summe von 200 Mark (133.33 Pfund), um Bermondsey zu naturalisieren und so vor Maßnahmen zu schützen, die in den Kriegszeiten dieser Jahre gegen ausländischen Besitz erhoben wurden. Außerdem erhielt die Priorei damit den unabhängigen Status einer Abtei, die nun ab 1390 unabhängig von Cluny und La Charité war.

## Königliche Verbindungen
Sowohl Katharina von Valois, die Frau König Heinrichs V. als auch Elizabeth Woodville, die Frau König Eduards IV. verbrachten einige Zeit nach dem Tod ihrer Ehemänner in Bermondsey Abbey. Katharina, die auch die Mutter König Heinrich VI. war, war aufgrund ihrer Ehe mit Owen Tudor 1436 in das Kloster verbannt worden. Um den 12. Februar 1487 wurde Elizabeth als Witwe eines der Nachkommen der Klosterbegründer als kostenlose Bewohnerin des Klosters registriert, wo sie am 8. Juni 1492 starb.

## Land und Besitz
Bermondsey erwarb sehr bald umfangreiche Besitztümer. 1103 und 1104 erhielt es von Henry I. umfangreiche Besitzrechte in Southwark westlich der Borough High Street (Stane Street) bis zum Süden der alten Gemeinde, über Lambeth bis zum Süden von Walworth. Nach der Beanspruchung dieser Ländereien durch die City of London im Jahr 1550 wurden sie als King’s Manor, Southwark bezeichnet. 1122 erhielt es die Kirche von St. George the Martyr, die Long Lande führte nordwestlich von der Abtei zur High Street, um die Besitzungen zu verbinden.
1291 wurden die weltlichen Besitzungen auf etwa £229 geschätzt, weiter geistliche Rechte auf etwas über £50. Der Valor Ecclesiasticus von 1535 setzt den Jahreswert der Abtei auf etwas über £474 fest.
Die Ländereien waren umfangreich und umfassten Besitzungen in Surrey, Leicestershire, Hertfordshire, Buckinghamshire, Gloucestershire, Somerset und Kent. 1093 erhielt die Priorei von Bischof Robert Bloet aus Lincoln den Herrschaftssitz von Charlton in Kent. 1268 erhielt es einen Montagsmarkt in Charlton sowie einen jährlichen Markt von drei Tagen um Trinitatis zugesprochen. Henry I. stiftete dem Kloster 1127 Ländereien in Dulwich und an weiteren Orten.

## Archäologie
Aufgrund der Neubebauung des Gebietes um den Bermondsey Square ergab sich 2006 die Möglichkeit einer Anzahl von Ausgrabungen entlang der Abbey Street. Weitere Ausgrabungen fanden entlang der Tower Bridge Road statt.

### Ausgrabungsberichte
- TQ 3370 7936 (Memento vom 6. Dezember 2008 im Internet Archive) Bermondsey Square, SE1; (David Divers & Kevin Wooldridge); evaluation; September – November 1998; London Borough of Southwark; BYQ98
- TQ 3330 7936 (Memento vom 28. September 2007 im Internet Archive) Bermondsey Square, SE1; (Chris Mayo); evaluation; 15 July – 16 August 2002; BYQ98
- 2006 (Memento vom 1. Dezember 2008 im Internet Archive).